# Элка 50М

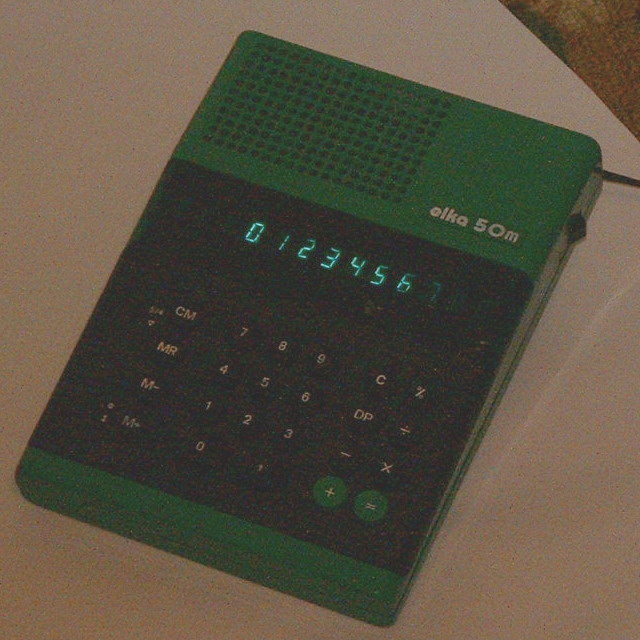
«Элка 50М» — фото 1

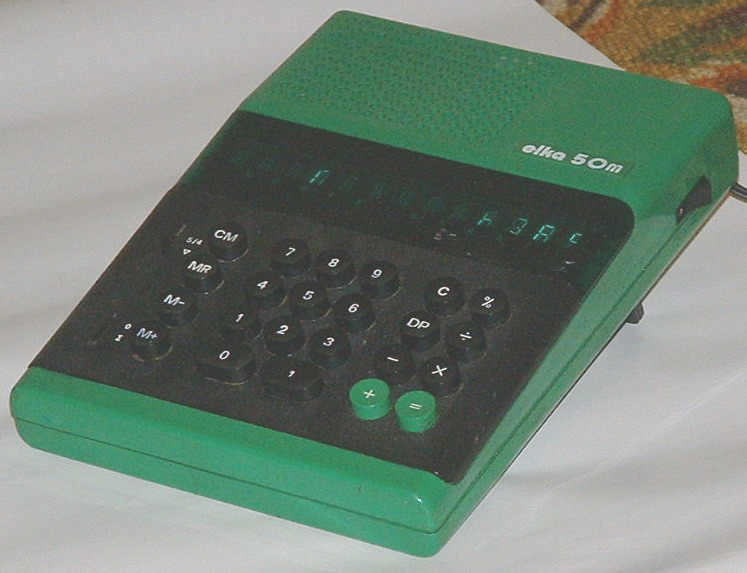
«Элка 50М» — фото 2

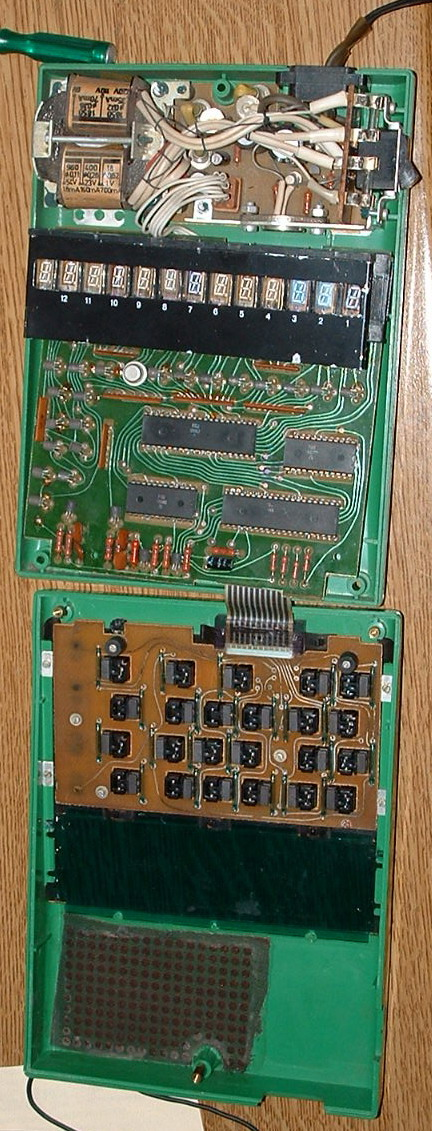
«Элка 50М» — фото изнутри

Элка 50М — болгарский настольный калькулятор с питанием от электросети 220 В. Выпускался с 1978 года на заводе «Оргтехника» (г. Силистра). 50m имеет пластмассовую подставку. Является продолжением серии калькуляторов «Элка 50» и «Элка 50А».

## Принципы работы
Калькулятор при включении при вычислениях округляет все числа до целых. Вычисления производятся в режиме с фиксированной запятой. Чтобы производить вычисления с заданным количеством знаков после запятой, до вычисления на калькуляторе надо нажать кнопку [DP] и количество знаков после запятой [0]…[9] или [,] для 10 знаков после запятой.
В микрокалькуляторе применена герконовая клавиатура (такого же типа как, например, в советском микрокалькуляторе «Электроника МК-59»).
Данный калькулятор не имеет каких-либо особенных символов для отображения признака ошибки, знака числа и наличия числа в памяти. Для их отображения используется дополнительный ВЛИ (крайний слева): при ошибке на котором загорается «С», при отрицательном числе «-», при наличии числа в памяти загорается точка.
Калькулятор считает в смешанной префиксно-постфиксной логике. При сложении и вычитании сначала вводится очередное число, затем операция (плюс или минус). Для умножения и деления применена обычная логика, когда сначала вводится первое число, затем операция (умножение и деление), второе число и кнопка [=].
Например, чтобы вычислить 2 + 3 — 5 необходимо нажать кнопки:
[2] [+] [3] [+] [5] [-]

## Технические характеристики
| Модель                      | Элка 50М (зелёный цвет)                                                                  |
| Источник питания            | AC 220V 50 Гц                                                                            |
| Управление питанием         | Механическое (тумблер)                                                                   |
| Энергопотребление           | 10 VA                                                                                    |
| Тип экрана                  | Одноразрядные вакуумно-люминесцентные индикаторы (ВЛИ) ИВ-3                              |
| Разрядность экрана          | 12 разрядов + 1 для знака, ошибки, памяти.                                               |
| Клавиатура                  | Герконовая, 23 клавиши + 2 переключателя (5/4▼ и 0/Σ)                                    |
| CPU                         | Микросхемы серии CM (СМ401, СМ402, СМ7201, СМ8002)                                       |
| Диапазон рабочих температур | +5…+40 C°                                                                                |
| Материал корпуса            | Ударопрочный полистирол (известны экземпляры красного, зелёного, белого, жёлтого цветов) |
| Размеры и вес               | 250x170x60мм 1 кг. ± 100 г.                                                              |

## Интересные факты
В микрокалькуляторе применяются 9-сегментные индикаторы, однако, диагональные сегменты не подключены, и индикаторы работают как обычные 7-сегментные;
Микрокалькуляторы предыдущей модели (Элка 50) снимались в кинофильме «Служебный роман»;